# Episodi di Major Crimes (prima stagione)
La prima stagione della serie televisiva Major Crimes, composta da 10 episodi, è stata trasmessa negli Stati Uniti dal canale via cavo TNT dal 13 agosto al 15 ottobre 2012.
In Italia è stata trasmessa in prima visione sul canale Premium Crime della piattaforma televisiva a pagamento Mediaset Premium dal 19 novembre 2012 al 21 gennaio 2013, e in chiaro su Rete 4 dal 26 novembre al 29 dicembre 2014.
| nº | Titolo originale          | Titolo italiano          | Prima TV USA      | Prima TV Italia  |
| -- | ------------------------- | ------------------------ | ----------------- | ---------------- |
| 1  | Reloaded                  | Nuove regole             | 13 agosto 2012    | 19 novembre 2012 |
| 2  | Before and After          | Omicidio premeditato     | 20 agosto 2012    | 26 novembre 2012 |
| 3  | Medical Causes            | Cause mediche            | 27 agosto 2012    | 3 dicembre 2012  |
| 4  | The Ecstasy and the Agony | L'estasi e l'agonia      | 3 settembre 2012  | 10 dicembre 2012 |
| 5  | Citizen's Arrest          | I cittadini sovrani      | 10 settembre 2012 | 17 dicembre 2012 |
| 6  | Out of Bounds             | Fuori dai limiti         | 17 settembre 2012 | 24 dicembre 2012 |
| 7  | The Shame Game            | Il gioco della vergogna  | 24 settembre 2012 | 31 dicembre 2012 |
| 8  | Dismissed with Prejudice  | Respinto con pregiudizio | 1º ottobre 2012   | 7 gennaio 2013   |
| 9  | Cheaters Never Prosper    | Furti d'identità         | 8 ottobre 2012    | 14 gennaio 2013  |
| 10 | Long Shot                 | Il cecchino              | 15 ottobre 2012   | 21 gennaio 2013  |

## Nuove regole
- Titolo originale: Reloaded
- Diretto da: Michael M. Robin
- Scritto da: James Duff

### Trama
Durante l'ennesima rapina messa a segno da un gruppo di ex militari, alcuni di loro perdono la vita in uno scontro a fuoco con le forze dell'ordine ed un altro viene catturato. Mentre è tenuto in custodia sulla scena del crimine ed è pronto a rivelare l'identità dei complici fuggiti, l'uomo viene ucciso con un colpo da lunga distanza. Nel corso delle indagini il capitano Sharon Raydor subentra alla guida della Crimini Maggiori, annunciandone il cambio di obiettivi: la squadra non dovrà più puntare sulle confessioni ma sui patteggiamenti. Invisa da tutti i membri, la donna riempie l'ultimo posto vacante con la detective Amy Sykes, unico elemento non ostile. In sede eredita dal suo predecessore il caso di Rusty Beck, difficile adolescente alla ricerca della madre, oltre che testimone nel processo a Phillip Stroh.
- Ascolti USA: telespettatori 7 184 000[3]

## Omicidio premeditato
- Titolo originale: Before and After
- Diretto da: Steve Robin
- Scritto da: Steven Kane

### Trama
Un personal trainer viene ucciso con molta violenza all'interno della sua palestra. Le indagini rivelano che l'uomo aveva abusato di molte delle sue clienti. Dopo aver deciso di ospitare Rusty a casa sua, le tensioni tra la Raydor ed il ragazzo non accennano a placarsi.
- Altri interpreti: Lesli Margherita (Dee Dee Shaw)
- Ascolti USA: telespettatori 5 399 000[4]

## Cause mediche
- Titolo originale: Medical Causes
- Diretto da: Paul McCrane
- Scritto da: Michael Alaimo

### Trama
Un'automobile piomba a forte velocità su un gruppo di persone in attesa di entrare in un locale notturno, provocando morti e feriti. Uscita dalla vettura in stato confusionale e biascicando le parole come un'ubriaca, la conducente viene picchiata dai sopravvissuti, finendo in ospedale. L'impossibilità di stabilire il suo tasso alcolemico per un errore di laboratorio complica l'impianto accusatorio del procuratore, mentre la mancanza di ricordi delle ultime ore da parte della donna ostacola la ricostruzione degli eventi. Nel frattempo le ricerche della madre di Rusty hanno dato esito positivo.
- Ascolti USA: telespettatori 5 738 000[5]

## L'estasi e l'agonia
- Titolo originale: The Ecstasy and the Agony
- Diretto da: Arvin Brown
- Scritto da: Adam Belanoff

### Trama
Un uomo d'affari di origine israeliana viene ucciso sulla porta di casa. La vittima aveva stretto un accordo con l'FBI per testimoniare contro il suo socio, col quale gestiva un fiorente commercio di ecstasy. Intanto per Rusty il primo giorno di scuola è alquanto burrascoso.
- Altri interpreti: Michael Weatherly (Thorn Woodson)
- Ascolti USA: telespettatori 5 872 000[6]

## I cittadini sovrani
- Titolo originale: Citizen's Arrest
- Diretto da: David McWhirter
- Scritto da: Duppy Demetrius

### Trama
All'interno di un fusto destinato alla discarica viene ritrovato il cadavere nudo di un uomo. Dalle analisi autoptiche risulta che la vittima è morta per un colpo d'arma da fuoco alla schiena, ricevuto mentre scappava con le mani legate. Giunti presso l'abitazione dei suoi genitori per annunciarne il decesso, gli investigatori scoprono che entrambi i figli della coppia sono stati sequestrati in cambio di un riscatto. Nel frattempo è stata scoperta una parentela tra Rusty ed un pregiudicato, che conduce al padre biologico dell'adolescente.
- Ascolti USA: telespettatori 4 964 000[7]

## Fuori dai limiti
- Titolo originale: Out of Bounds
- Diretto da: Rick Wallace
- Scritto da: Ralph Gifford e Carson Moore

### Trama
Un ragazzo viene assassinato all'interno della sua auto, dopo essere stato speronato. La vittima era una promessa del football americano con qualche rivalità all'interno della sua squadra, ma era anche il fratello del leader di una gang. Il quartiere è infatti luogo di scontro tra due opposte bande, una di ispanici e l'altra di afroamericani. Taylor, il cui figlio frequenta la medesima scuola, impone al capitano Raydor di risolvere il caso senza scatenare una guerra di strada. Intanto Rusty deve decidere se vuole conoscere suo padre e per questo chiede a Sharon di indagare su di lui.
- Ascolti USA: telespettatori 4 672 000[8]

## Il gioco della vergogna
- Titolo originale: The Shame Game
- Diretto da: Leo Geter
- Scritto da: Leo Geter

### Trama
Il capo di un'organizzazione che combatte gli abusi sulle donne viene ucciso nel suo studio, mentre una giovane prostituta viene ritrovata nel suo bagno. Un politico che aveva legami con la vittima si intromette nel lavoro della squadra, imponendo la presenza del suo capo di gabinetto nelle indagini. A complicare la situazione si aggiunge l'arrivo del padre di Rusty, informato dell'esistenza del figlio dall'assistente sociale.
- Ascolti USA: telespettatori 4 302 000[9]

## Respinto con pregiudizio
- Titolo originale: Dismissed with Prejudice
- Diretto da: Jon Tenney
- Scritto da: Jim Leonard

### Trama
Otto anni dopo la condanna per l'omicidio della moglie, Will Reichman viene scagionato dall'analisi di nuove prove forensi e dalla ritrattazione dell'unica testimone, la figlia Lydia, bambina di dieci anni all'epoca dei fatti. Nuovamente libero, l'uomo fa causa alla polizia ed al tenente Tao, a capo dell'indagine nel 2004. La Crimini Maggiori prende in mano il caso per capire cosa sia realmente successo ed aiutare Michael, molto coinvolto emotivamente. Intanto Sharon organizza una cena tra Rusty e suo padre.
- Ascolti USA: telespettatori 4 169 000[10]

## Furti d'identità
- Titolo originale: Cheaters Never Prosper
- Diretto da: Stacey K. Black
- Scritto da: Mike Berchem

### Trama
Nel bagno di un locale viene rinvenuto il cadavere di un detective di Las Vegas avvelenato con l'antigelo. Senza informare il proprio collega l'uomo stava portando avanti le loro indagini relative ad una serie di furti d'identità la cui ultima vittima era una donna di Los Angeles. Intanto il padre di Rusty si presenta con enorme ritardo ad un appuntamento col figlio.
- Ascolti USA: telespettatori 4 333 000[11]

## Il cecchino
- Titolo originale: Long Shot
- Diretto da: Sheelin Choksey
- Scritto da: Michael Alaimo

### Trama
Durante la cerimonia di assegnazione del locale provveditorato agli studi ad un uomo di fede musulmana, un giudice che si trovava al suo fianco viene colpito dal proiettile di un cecchino. Mentre la Crimini Maggiori indaga sull'ipotesi che l'assassino abbia mancato il suo vero bersaglio, il killer è costretto a ritardare la fuga per dare la caccia ad un giovane che lo ha visto in volto. Dopo che Rusty è stato picchiato da suo padre, Sharon mette in opera un piano per allontanare l'uomo dal ragazzo.
- Ascolti USA: telespettatori 5 129 000[12]